# Équipe d'Allemagne masculine de kayak-polo
L'équipe d'Allemagne de kayak-polo est l'équipe masculine qui représente l'Allemagne dans les compétitions majeures de kayak-polo.
Elle est constituée par une sélection des meilleurs joueurs allemands.
Elle compte à son palmarès trois titres de vice-champion du monde (en 1994, 2004 et 2010), deux titres de champion d'Europe (2001 et 2005) et quatre titres de vice-champion d'Europe (2003, 2007, 2009 et 2011).

## Joueurs actuels
Sélection pour les Championnats d'Europe 2011
- Entraineur : Mirko Günther

| Numéro | Nom                   | Club                | Date de naissance |
| ------ | --------------------- | ------------------- | ----------------- |
|        | Johann Driesen        | Rothe Mühle Essen   |                   |
|        | Bastian Prekel        | Rothe Mühle Essen   |                   |
|        | Björn Zirotzki        | Meidericher KC      |                   |
|        | Robert Pest           | KC Nord West Berlin |                   |
|        | Jonas Vieren          | WSF Liblar          |                   |
|        | Dennis Witt           | WSF Liblar          |                   |
|        | Kai Berner            | WSF Liblar          | 10 mars 1984      |
|        | Robin Pechuel-Loesche | WSF Liblar          |                   |

Sélection pour les Championnats d'Europe de kayak-polo 2007
| Numéro | Nom                  | Club       | Date de naissance |
| ------ | -------------------- | ---------- | ----------------- |
| 11     | Kai Berner           | WSF Liblar | 10 mars 1984      |
| 1      | Tim Flohr            |            |                   |
| 22     | Nils Hildebrand      |            |                   |
| 21     | Kai-Martin Kornetzky |            |                   |
| 15     | Robert Pest          |            |                   |
| 3      | Richard Radloff      |            |                   |
| 16     | Björn Zirotzki       |            |                   |

## Palmarès
Parcours aux championnats d'Europe
- 1995 : 4e
- 1997 : 4e
- 1999 : 5e
- 2001 : 1re
- 2003 : 2e
- 2005 : 1re
- 2007 : 2e
- 2009 : 2e
- 2011 : 2e

Parcours aux championnats du Monde
- 1994 : 2e
- 1996 : 3e
- 1998 : 5e
- 2000 : 3e
- 2002 : 3e
- 2004 : 2e
- 2006 : 4e
- 2008 : 7e
- 2010 : 2e

Parcours aux jeux mondiaux
- 2005 : 2e
- 2009 : Non qualifiée
- 2013 : 1re